# Bojan Jokić
Bojan Jokić (Kranj, 17 maggio 1986) è un ex calciatore sloveno, di ruolo difensore.

## Carriera

### Club

#### Esordio al Triglav e Gorica
Dopo le giovanili nel Kranj, squadra di secondo piano della sua città natale viene ingaggiato dal Triglav, club principale della stessa città slovena. Gioca due stagioni da titolare, prima di essere notato dai dirigenti del Gorica che lo acquistano nel 2005. Nel 2006 realizza il suo primo gol da professionista nella vittoria esterna per 1-4 contro il Nafta. Alla fine della stessa stagione si laurea campione di Slovenia.

#### Sochaux e ChievoVerona
Il 7 giugno 2007, Jokić firma un contratto di 4 anni con l'Sochaux. Con i francesi fa il suo esordio in Coppa Uefa nella partita vinta in trasferta per 0-1 contro i greci del Panionos nella stagione 2007-2008.
Il 30 gennaio 2010, Jokić viene dato in prestito con opzione di acquisto al ChievoVerona in Serie A. Il 21 maggio 2010 la squadra veronese ha acquisito, per 1 milione di euro, l'intero cartellino del giocatore dal Sochaux.

#### Villarreal
Il 5 luglio 2013, svincolatosi dal ChievoVerona, passa al Villarreal firmando un contratto fino al 2017. Con i sottomarini gialli trova meno spazio del previsto, totalizzando appena 24 presenze in 3 stagioni. Ottiene con il club spagnolo due sesti posti e un quarto posto.

#### Prestito al Nottingham Forest e Ufa
L'8 gennaio 2016 viene ceduto in prestito con diritto di riscatto al Nottingham Forest. Il club inglese però, decide di non riscattarlo a titolo definitivo rispedendo in Spagna il giocatore. Nel gennaio 2017 rimane svincolato. Il mese successivo, nella stagione 2016-2017 in corso, passa così all'Ufa, squadra di Premier Liga russa.

### Nazionale
Dal 2006 fa parte della nazionale slovena. Nel 2010 è stato inserito nella lista dei giocatori sloveni per il Mondiale in Sudafrica.
Il 16 novembre 2019 raggiunge le 100 presenze in nazionale nel successo per 1-0 contro la Lettonia.

## Statistiche

### Presenze e reti nei club
Statistiche aggiornate al 24 marzo 2021.
| Stagione          | Squadra           | Campionato        | Campionato | Campionato | Coppe nazionali | Coppe nazionali | Coppe nazionali | Coppe continentali | Coppe continentali | Coppe continentali | Altre coppe | Altre coppe | Altre coppe | Totale | Totale |
| Stagione          | Squadra           | Comp              | Pres       | Reti       | Comp            | Pres            | Reti            | Comp               | Pres               | Reti               | Comp        | Pres        | Reti        | Pres   | Reti   |
| ----------------- | ----------------- | ----------------- | ---------- | ---------- | --------------- | --------------- | --------------- | ------------------ | ------------------ | ------------------ | ----------- | ----------- | ----------- | ------ | ------ |
| 2003-2004         | Triglav           | 2.SNL             | 28         | 0          | -               | -               | -               | -                  | -                  | -                  | -           | -           | -           | 28     | 0      |
| 2004-2005         | Triglav           | 2.SNL             | 29         | 0          | CS              | ?               | ?               | -                  | -                  | -                  | -           | -           | -           | 29+    | 0+     |
| Totale Triglav    | Totale Triglav    | Totale Triglav    | 57         | 0          |                 | ?               | ?               |                    | -                  | -                  |             | -           | -           | 57+    | 0+     |
| 2005-2006         | Gorica            | SNL               | 31         | 1          | CS              | 4               | 0               | UCL                | 0                  | 0                  | -           | -           | -           | 35     | 0      |
| 2006-2007         | Gorica            | SNL               | 34         | 0          | CS              | 3               | 0               | UCL                | 4                  | 0                  | -           | -           | -           | 41     | 0      |
| Totale Gorica     | Totale Gorica     | Totale Gorica     | 65         | 1          |                 | 7               | 0               |                    | 4                  | 0                  |             | -           | -           | 76     | 1      |
| 2007-2008         | Sochaux           | L1                | 17         | 0          | CF+CdL          | 2+0             | 0               | CU                 | 1                  | 0                  | SF          | 1           | 0           | 21     | 0      |
| 2008-2009         | Sochaux           | L1                | 20         | 0          | CF+CdL          | 1+1             | 0               | -                  | -                  | -                  | -           | -           | -           | 22     | 0      |
| 2009-2010         | Sochaux           | L1                | 6          | 0          | CF+CdL          | 1+1             | 0               | -                  | -                  | -                  | -           | -           | -           | 8      | 0      |
| Totale Sochaux    | Totale Sochaux    | Totale Sochaux    | 43         | 0          |                 | 6               | 0               |                    | 1                  | 0                  |             | 1           | 0           | 51     | 0      |
| gen.-giu. 2010    | Chievo            | A                 | 9          | 0          | CI              | -               | -               | -                  | -                  | -                  | -           | -           | -           | 9      | 0      |
| 2010-2011         | Chievo            | A                 | 15         | 0          | CI              | 3               | 0               | -                  | -                  | -                  | -           | -           | -           | 18     | 0      |
| 2011-2012         | Chievo            | A                 | 20         | 0          | CI              | 1               | 0               | -                  | -                  | -                  | -           | -           | -           | 21     | 0      |
| 2012-2013         | Chievo            | A                 | 20         | 0          | CI              | 1               | 0               | -                  | -                  | -                  | -           | -           | -           | 21     | 0      |
| Totale Chievo     | Totale Chievo     | Totale Chievo     | 64         | 0          |                 | 5               | 0               |                    | -                  | -                  |             | -           | -           | 69     | 0      |
| 2013-2014         | Villarreal        | PD                | 15         | 0          | CR              | 4               | 0               | -                  | -                  | -                  | -           | -           | -           | 19     | 0      |
| 2014-2015         | Villarreal        | PD                | 7          | 0          | CR              | 0               | 0               | UEL                | 0                  | 0                  | -           | -           | -           | 7      | 0      |
| 2015-gen. 2016    | Villarreal        | PD                | 2          | 0          | CR              | 1               | 0               | UEL                | 4                  | 0                  | -           | -           | -           | 7      | 0      |
| gen.-giu. 2016    | Nottingham Forest | FLC               | 20         | 0          | FACup+CdL       | 1+0             | 0               | -                  | -                  | -                  | -           | -           | -           | 15     | 0      |
| 2016-mar. 2017    | Villarreal        | PD                | 0          | 0          | CR              | 0               | 0               | UEL                | 0                  | 0                  | -           | -           | -           | 0      | 0      |
| Totale Villarreal | Totale Villarreal | Totale Villarreal | 24         | 0          |                 | 5               | 0               |                    | 4                  | 0                  |             | -           | -           | 33     | 0      |
| mar.-giu. 2017    | Ufa               | PL                | 11         | 0          | CR              | 1               | 0               | -                  | -                  | -                  | -           | -           | -           | 12     | 0      |
| 2017-2018         | Ufa               | PL                | 26         | 2          | CR              | 0               | 0               | -                  | -                  | -                  | -           | -           | -           | 26     | 2      |
| 2018-2019         | Ufa               | PL                | 20+2       | 0          | CR              | 0               | 0               | UEL                | 6                  | 1                  | -           | -           | -           | 28     | 1      |
| 2019-2020         | Ufa               | PL                | 15         | 0          | CR              | 0               | 0               | -                  | -                  | -                  | -           | -           | -           | 15     | 0      |
| 2020-2021         | Ufa               | PL                | 18         | 1          | CR              | 3               | 0               | -                  | -                  | -                  | -           | -           | -           | 21     | 1      |
| Totale Ufa        | Totale Ufa        | Totale Ufa        | 90+2       | 3          |                 | 4               | 0               |                    | 6                  | 1                  |             | -           | -           | 102    | 4      |
| Totale carriera   | Totale carriera   | Totale carriera   | 365        | 4          |                 | 28              | 0               |                    | 15                 | 1                  |             | 1           | 0           | 409    | 5      |

### Cronologia presenze e reti in nazionale
| Cronologia completa delle presenze e delle reti in nazionale ― Slovenia | Cronologia completa delle presenze e delle reti in nazionale ― Slovenia | Cronologia completa delle presenze e delle reti in nazionale ― Slovenia | Cronologia completa delle presenze e delle reti in nazionale ― Slovenia | Cronologia completa delle presenze e delle reti in nazionale ― Slovenia | Cronologia completa delle presenze e delle reti in nazionale ― Slovenia | Cronologia completa delle presenze e delle reti in nazionale ― Slovenia | Cronologia completa delle presenze e delle reti in nazionale ― Slovenia |
| Data                                                                    | Città                                                                   | In casa                                                                 | Risultato                                                               | Ospiti                                                                  | Competizione                                                            | Reti                                                                    | Note                                                                    |
| ----------------------------------------------------------------------- | ----------------------------------------------------------------------- | ----------------------------------------------------------------------- | ----------------------------------------------------------------------- | ----------------------------------------------------------------------- | ----------------------------------------------------------------------- | ----------------------------------------------------------------------- | ----------------------------------------------------------------------- |
| 28-2-2006                                                               | Larnaca                                                                 | Cipro                                                                   | 0 – 1                                                                   | Slovenia                                                                | Amichevole                                                              | -                                                                       | 61’ 64’                                                                 |
| 1-3-2006                                                                | Larnaca                                                                 | Romania                                                                 | 2 – 0                                                                   | Slovenia                                                                | Amichevole                                                              | -                                                                       | 46’                                                                     |
| 31-5-2006                                                               | Celje                                                                   | Slovenia                                                                | 3 – 1                                                                   | Trinidad e Tobago                                                       | Amichevole                                                              | -                                                                       | 86’                                                                     |
| 4-6-2006                                                                | Bondoufle                                                               | Costa d'Avorio                                                          | 3 – 0                                                                   | Slovenia                                                                | Amichevole                                                              | -                                                                       | 46’                                                                     |
| 6-9-2006                                                                | Sofia                                                                   | Bulgaria                                                                | 3 – 0                                                                   | Slovenia                                                                | Qual. Euro 2008                                                         | -                                                                       | 56’                                                                     |
| 7-10-2006                                                               | Celje                                                                   | Slovenia                                                                | 2 – 0                                                                   | Lussemburgo                                                             | Qual. Euro 2008                                                         | -                                                                       |                                                                         |
| 11-10-2006                                                              | Minsk                                                                   | Bielorussia                                                             | 4 – 2                                                                   | Slovenia                                                                | Qual. Euro 2008                                                         | -                                                                       |                                                                         |
| 7-2-2007                                                                | Domžale                                                                 | Slovenia                                                                | 1 – 0                                                                   | Estonia                                                                 | Amichevole                                                              | -                                                                       |                                                                         |
| 24-3-2007                                                               | Scutari                                                                 | Albania                                                                 | 0 – 0                                                                   | Slovenia                                                                | Qual. Euro 2008                                                         | -                                                                       |                                                                         |
| 28-3-2007                                                               | Celje                                                                   | Slovenia                                                                | 0 – 1                                                                   | Paesi Bassi                                                             | Qual. Euro 2008                                                         | -                                                                       |                                                                         |
| 2-6-2007                                                                | Celje                                                                   | Slovenia                                                                | 1 – 2                                                                   | Romania                                                                 | Qual. Euro 2008                                                         | -                                                                       |                                                                         |
| 6-6-2007                                                                | Timișoara                                                               | Romania                                                                 | 2 – 0                                                                   | Slovenia                                                                | Qual. Euro 2008                                                         | -                                                                       | 17’ 84’                                                                 |
| 22-8-2007                                                               | Podgorica                                                               | Montenegro                                                              | 1 – 1                                                                   | Slovenia                                                                | Amichevole                                                              | -                                                                       | 15’ 65’                                                                 |
| 12-9-2007                                                               | Celje                                                                   | Slovenia                                                                | 1 – 0                                                                   | Bielorussia                                                             | Qual. Euro 2008                                                         | -                                                                       |                                                                         |
| 13-10-2007                                                              | Celje                                                                   | Slovenia                                                                | 0 – 0                                                                   | Albania                                                                 | Qual. Euro 2008                                                         | -                                                                       | 77’                                                                     |
| 17-10-2007                                                              | Eindhoven                                                               | Paesi Bassi                                                             | 2 – 0                                                                   | Slovenia                                                                | Qual. Euro 2008                                                         | -                                                                       | 82’                                                                     |
| 21-11-2007                                                              | Celje                                                                   | Slovenia                                                                | 0 – 2                                                                   | Bulgaria                                                                | Qual. Euro 2008                                                         | -                                                                       | 49’                                                                     |
| 26-3-2008                                                               | Zalaegerszeg                                                            | Ungheria                                                                | 0 – 1                                                                   | Slovenia                                                                | Amichevole                                                              | -                                                                       |                                                                         |
| 26-5-2008                                                               | Göteborg                                                                | Svezia                                                                  | 1 – 0                                                                   | Slovenia                                                                | Amichevole                                                              | -                                                                       | 88’                                                                     |
| 20-8-2008                                                               | Maribor                                                                 | Slovenia                                                                | 2 – 3                                                                   | Croazia                                                                 | Amichevole                                                              | -                                                                       | 53’                                                                     |
| 15-10-2008                                                              | Teplice                                                                 | Rep. Ceca                                                               | 1 – 0                                                                   | Slovenia                                                                | Qual. Mondiali 2010                                                     | -                                                                       | 79’                                                                     |
| 19-11-2008                                                              | Maribor                                                                 | Slovenia                                                                | 3 – 4                                                                   | Bosnia ed Erzegovina                                                    | Amichevole                                                              | -                                                                       |                                                                         |
| 11-2-2009                                                               | Genk                                                                    | Belgio                                                                  | 2 – 0                                                                   | Slovenia                                                                | Amichevole                                                              | -                                                                       |                                                                         |
| 28-3-2009                                                               | Maribor                                                                 | Slovenia                                                                | 0 – 0                                                                   | Rep. Ceca                                                               | Qual. Mondiali 2010                                                     | -                                                                       |                                                                         |
| 1-4-2009                                                                | Belfast                                                                 | Irlanda del Nord                                                        | 1 – 0                                                                   | Slovenia                                                                | Qual. Mondiali 2010                                                     | -                                                                       |                                                                         |
| 12-8-2009                                                               | Maribor                                                                 | Slovenia                                                                | 5 – 0                                                                   | San Marino                                                              | Qual. Mondiali 2010                                                     | -                                                                       |                                                                         |
| 5-9-2009                                                                | Londra                                                                  | Inghilterra                                                             | 2 – 1                                                                   | Slovenia                                                                | Amichevole                                                              | -                                                                       |                                                                         |
| 9-9-2009                                                                | Maribor                                                                 | Slovenia                                                                | 3 – 0                                                                   | Polonia                                                                 | Qual. Mondiali 2010                                                     | -                                                                       |                                                                         |
| 10-10-2009                                                              | Bratislava                                                              | Slovacchia                                                              | 0 – 2                                                                   | Slovenia                                                                | Qual. Mondiali 2010                                                     | -                                                                       |                                                                         |
| 14-10-2009                                                              | Serravalle                                                              | San Marino                                                              | 0 – 3                                                                   | Slovenia                                                                | Qual. Mondiali 2010                                                     | -                                                                       |                                                                         |
| 14-11-2009                                                              | Mosca                                                                   | Russia                                                                  | 2 – 1                                                                   | Slovenia                                                                | Qual. Mondiali 2010                                                     | -                                                                       |                                                                         |
| 18-11-2009                                                              | Maribor                                                                 | Slovenia                                                                | 1 – 0                                                                   | Russia                                                                  | Qual. Mondiali 2010                                                     | -                                                                       |                                                                         |
| 3-3-2010                                                                | Maribor                                                                 | Slovenia                                                                | 4 – 1                                                                   | Qatar                                                                   | Amichevole                                                              | 1                                                                       |                                                                         |
| 4-6-2010                                                                | Maribor                                                                 | Slovenia                                                                | 3 – 1                                                                   | Nuova Zelanda                                                           | Amichevole                                                              | -                                                                       |                                                                         |
| 13-6-2010                                                               | Polokwane                                                               | Algeria                                                                 | 0 – 1                                                                   | Slovenia                                                                | Mondiali 2010 - 1º turno                                                | -                                                                       |                                                                         |
| 18-6-2010                                                               | Johannesburg                                                            | Slovenia                                                                | 2 – 2                                                                   | Stati Uniti                                                             | Mondiali 2010 - 1º turno                                                | -                                                                       | 75’                                                                     |
| 23-6-2010                                                               | Rustenburg                                                              | Slovenia                                                                | 0 – 1                                                                   | Inghilterra                                                             | Mondiali 2010 - 1º turno                                                | -                                                                       | 40’                                                                     |
| 11-8-2010                                                               | Lubiana                                                                 | Slovenia                                                                | 2 – 0                                                                   | Australia                                                               | Amichevole                                                              | -                                                                       | 80’                                                                     |
| 3-9-2010                                                                | Maribor                                                                 | Slovenia                                                                | 0 – 1                                                                   | Irlanda del Nord                                                        | Qual. Euro 2012                                                         | -                                                                       |                                                                         |
| 7-9-2010                                                                | Belgrado                                                                | Serbia                                                                  | 1 – 1                                                                   | Slovenia                                                                | Qual. Euro 2012                                                         | -                                                                       |                                                                         |
| 8-10-2010                                                               | Lubiana                                                                 | Slovenia                                                                | 5 – 1                                                                   | Fær Øer                                                                 | Qual. Euro 2012                                                         | -                                                                       |                                                                         |
| 12-10-2010                                                              | Tallinn                                                                 | Estonia                                                                 | 0 – 1                                                                   | Slovenia                                                                | Qual. Euro 2012                                                         | -                                                                       |                                                                         |
| 17-11-2010                                                              | Capodistria                                                             | Slovenia                                                                | 1 – 2                                                                   | Georgia                                                                 | Amichevole                                                              | -                                                                       | 71’                                                                     |
| 9-2-2011                                                                | Tirana                                                                  | Albania                                                                 | 1 – 2                                                                   | Slovenia                                                                | Amichevole                                                              | -                                                                       | 15’                                                                     |
| 25-3-2011                                                               | Lubiana                                                                 | Slovenia                                                                | 0 – 1                                                                   | Italia                                                                  | Qual. Euro 2012                                                         | -                                                                       |                                                                         |
| 29-3-2011                                                               | Belfast                                                                 | Irlanda del Nord                                                        | 0 – 0                                                                   | Slovenia                                                                | Qual. Euro 2012                                                         | -                                                                       |                                                                         |
| 3-6-2011                                                                | Toftir                                                                  | Fær Øer                                                                 | 0 – 2                                                                   | Slovenia                                                                | Qual. Euro 2012                                                         | -                                                                       |                                                                         |
| 10-8-2011                                                               | Lubiana                                                                 | Slovenia                                                                | 0 – 0                                                                   | Belgio                                                                  | Amichevole                                                              | -                                                                       |                                                                         |
| 2-9-2011                                                                | Lubiana                                                                 | Slovenia                                                                | 1 – 2                                                                   | Estonia                                                                 | Qual. Euro 2012                                                         | -                                                                       |                                                                         |
| 6-9-2011                                                                | Firenze                                                                 | Italia                                                                  | 1 – 0                                                                   | Slovenia                                                                | Qual. Euro 2012                                                         | -                                                                       |                                                                         |
| 11-10-2011                                                              | Maribor                                                                 | Slovenia                                                                | 1 – 0                                                                   | Serbia                                                                  | Qual. Euro 2012                                                         | -                                                                       |                                                                         |
| 15-11-2011                                                              | Lubiana                                                                 | Slovenia                                                                | 2 – 3                                                                   | Stati Uniti                                                             | Amichevole                                                              | -                                                                       |                                                                         |
| 29-2-2012                                                               | Capodistria                                                             | Slovenia                                                                | 1 – 1                                                                   | Scozia                                                                  | Amichevole                                                              | -                                                                       |                                                                         |
| 26-5-2012                                                               | Kufstein                                                                | Grecia                                                                  | 1 – 1                                                                   | Slovenia                                                                | Amichevole                                                              | -                                                                       | 21’                                                                     |
| 7-9-2012                                                                | Lubiana                                                                 | Slovenia                                                                | 0 – 2                                                                   | Svizzera                                                                | Qual. Mondiali 2014                                                     | -                                                                       |                                                                         |
| 11-9-2012                                                               | Oslo                                                                    | Norvegia                                                                | 2 – 1                                                                   | Slovenia                                                                | Qual. Mondiali 2014                                                     | -                                                                       | 20’                                                                     |
| 12-10-2012                                                              | Maribor                                                                 | Slovenia                                                                | 2 – 1                                                                   | Cipro                                                                   | Qual. Mondiali 2014                                                     | -                                                                       |                                                                         |
| 16-10-2012                                                              | Tirana                                                                  | Albania                                                                 | 1 – 0                                                                   | Slovenia                                                                | Qual. Mondiali 2014                                                     | -                                                                       |                                                                         |
| 14-11-2012                                                              | Skopje                                                                  | Macedonia                                                               | 3 – 2                                                                   | Slovenia                                                                | Amichevole                                                              | -                                                                       |                                                                         |
| 6-2-2013                                                                | Maribor                                                                 | Slovenia                                                                | 0 – 3                                                                   | Bosnia ed Erzegovina                                                    | Amichevole                                                              | -                                                                       | 86’                                                                     |
| 22-3-2013                                                               | Lubiana                                                                 | Slovenia                                                                | 1 – 2                                                                   | Islanda                                                                 | Qual. Mondiali 2014                                                     | -                                                                       |                                                                         |
| 31-5-2013                                                               | Bielefeld                                                               | Turchia                                                                 | 0 – 2                                                                   | Slovenia                                                                | Amichevole                                                              | -                                                                       | 47’                                                                     |
| 7-6-2013                                                                | Reykjavík                                                               | Islanda                                                                 | 2 – 4                                                                   | Slovenia                                                                | Qual. Mondiali 2014                                                     | -                                                                       |                                                                         |
| 14-8-2013                                                               | Turku                                                                   | Finlandia                                                               | 2 – 0                                                                   | Slovenia                                                                | Amichevole                                                              | -                                                                       | Cap. 52’                                                                |
| 6-9-2013                                                                | Lubiana                                                                 | Slovenia                                                                | 1 – 0                                                                   | Albania                                                                 | Qual. Mondiali 2014                                                     | -                                                                       | Cap.                                                                    |
| 5-3-2014                                                                | Blida                                                                   | Algeria                                                                 | 2 – 0                                                                   | Slovenia                                                                | Amichevole                                                              | -                                                                       | 69’                                                                     |
| 4-6-2014                                                                | Montevideo                                                              | Uruguay                                                                 | 2 – 0                                                                   | Slovenia                                                                | Amichevole                                                              | -                                                                       |                                                                         |
| 7-6-2014                                                                | La Plata                                                                | Argentina                                                               | 2 – 0                                                                   | Slovenia                                                                | Amichevole                                                              | -                                                                       |                                                                         |
| 14-6-2015                                                               | Lubiana                                                                 | Slovenia                                                                | 2 – 3                                                                   | Inghilterra                                                             | Qual. Euro 2016                                                         | -                                                                       |                                                                         |
| 5-9-2015                                                                | Basilea                                                                 | Svizzera                                                                | 3 – 2                                                                   | Slovenia                                                                | Qual. Euro 2016                                                         | -                                                                       |                                                                         |
| 8-9-2015                                                                | Maribor                                                                 | Slovenia                                                                | 1 – 0                                                                   | Estonia                                                                 | Qual. Euro 2016                                                         | -                                                                       |                                                                         |
| 9-10-2015                                                               | Lubiana                                                                 | Slovenia                                                                | 1 – 1                                                                   | Lituania                                                                | Qual. Euro 2016                                                         | 1                                                                       |                                                                         |
| 12-10-2015                                                              | Serravalle                                                              | San Marino                                                              | 0 – 2                                                                   | Slovenia                                                                | Qual. Euro 2016                                                         | -                                                                       |                                                                         |
| 14-11-2015                                                              | Leopoli                                                                 | Ucraina                                                                 | 2 – 0                                                                   | Slovenia                                                                | Qual. Euro 2016                                                         | -                                                                       |                                                                         |
| 17-11-2015                                                              | Maribor                                                                 | Slovenia                                                                | 1 – 1                                                                   | Ucraina                                                                 | Qual. Euro 2016                                                         | -                                                                       | 25’                                                                     |
| 23-3-2016                                                               | Capodistria                                                             | Slovenia                                                                | 1 – 0                                                                   | Macedonia                                                               | Amichevole                                                              | -                                                                       |                                                                         |
| 28-3-2016                                                               | Belfast                                                                 | Irlanda del Nord                                                        | 1 – 0                                                                   | Slovenia                                                                | Amichevole                                                              | -                                                                       |                                                                         |
| 30-5-2016                                                               | Malmö                                                                   | Svezia                                                                  | 0 – 0                                                                   | Slovenia                                                                | Amichevole                                                              | -                                                                       | Cap. 64’                                                                |
| 5-6-2016                                                                | Lubiana                                                                 | Slovenia                                                                | 0 – 1                                                                   | Turchia                                                                 | Amichevole                                                              | -                                                                       | Cap.                                                                    |
| 4-9-2016                                                                | Vilnius                                                                 | Lituania                                                                | 2 – 2                                                                   | Slovenia                                                                | Qual. Mondiali 2018                                                     | -                                                                       |                                                                         |
| 8-10-2016                                                               | Lubiana                                                                 | Slovenia                                                                | 1 – 0                                                                   | Slovacchia                                                              | Qual. Mondiali 2018                                                     | -                                                                       |                                                                         |
| 11-10-2016                                                              | Lubiana                                                                 | Slovenia                                                                | 0 – 0                                                                   | Inghilterra                                                             | Qual. Mondiali 2018                                                     | -                                                                       |                                                                         |
| 26-3-2017                                                               | Glasgow                                                                 | Scozia                                                                  | 1 – 0                                                                   | Slovenia                                                                | Qual. Mondiali 2018                                                     | -                                                                       | 6’                                                                      |
| 10-6-2017                                                               | Lubiana                                                                 | Slovenia                                                                | 2 – 0                                                                   | Malta                                                                   | Qual. Mondiali 2018                                                     | -                                                                       | Cap.                                                                    |
| 1-9-2017                                                                | Trnava                                                                  | Slovacchia                                                              | 1 – 0                                                                   | Slovenia                                                                | Qual. Mondiali 2018                                                     | -                                                                       | 9’                                                                      |
| 5-10-2017                                                               | Londra                                                                  | Inghilterra                                                             | 1 – 0                                                                   | Slovenia                                                                | Qual. Mondiali 2018                                                     | -                                                                       |                                                                         |
| 8-10-2017                                                               | Lubiana                                                                 | Slovenia                                                                | 2 – 2                                                                   | Scozia                                                                  | Qual. Mondiali 2018                                                     | -                                                                       |                                                                         |
| 23-3-2018                                                               | Klagenfurt                                                              | Austria                                                                 | 3 – 0                                                                   | Slovenia                                                                | Amichevole                                                              | -                                                                       | Cap.                                                                    |
| 27-3-2018                                                               | Lubiana                                                                 | Slovenia                                                                | 0 – 2                                                                   | Bielorussia                                                             | Amichevole                                                              | -                                                                       | Cap.                                                                    |
| 2-6-2018                                                                | Podgorica                                                               | Montenegro                                                              | 0 – 2                                                                   | Slovenia                                                                | Amichevole                                                              | -                                                                       | Cap. 68’                                                                |
| 6-9-2018                                                                | Lubiana                                                                 | Slovenia                                                                | 1 – 2                                                                   | Bulgaria                                                                | UEFA Nations League 2018-2019 - 1º turno                                | -                                                                       | Cap.                                                                    |
| 9-9-2018                                                                | Nicosia                                                                 | Cipro                                                                   | 2 – 1                                                                   | Slovenia                                                                | UEFA Nations League 2018-2019 - 1º turno                                | -                                                                       | Cap. 79’                                                                |
| 13-10-2018                                                              | Oslo                                                                    | Norvegia                                                                | 1 – 0                                                                   | Slovenia                                                                | UEFA Nations League 2018-2019 - 1º turno                                | -                                                                       | Cap.                                                                    |
| 16-10-2018                                                              | Lubiana                                                                 | Slovenia                                                                | 1 – 1                                                                   | Cipro                                                                   | UEFA Nations League 2018-2019 - 1º turno                                | -                                                                       | Cap. 58’                                                                |
| 21-3-2019                                                               | Haifa                                                                   | Israele                                                                 | 1 – 1                                                                   | Slovenia                                                                | Qual. Euro 2020                                                         | -                                                                       | Cap. 87’                                                                |
| 24-3-2019                                                               | Lubiana                                                                 | Slovenia                                                                | 1 – 1                                                                   | Macedonia del Nord                                                      | Qual. Euro 2020                                                         | -                                                                       | Cap. 56’                                                                |
| 7-6-2019                                                                | Vienna                                                                  | Austria                                                                 | 1 – 0                                                                   | Slovenia                                                                | Qual. Euro 2020                                                         | -                                                                       | Cap.                                                                    |
| 10-6-2019                                                               | Riga                                                                    | Lettonia                                                                | 0 – 5                                                                   | Slovenia                                                                | Qual. Euro 2020                                                         | -                                                                       | Cap. 41’                                                                |
| 9-9-2019                                                                | Lubiana                                                                 | Slovenia                                                                | 3 – 2                                                                   | Israele                                                                 | Qual. Euro 2020                                                         | -                                                                       | Cap. 46’                                                                |
| 16-11-2019                                                              | Lubiana                                                                 | Slovenia                                                                | 1 – 0                                                                   | Lettonia                                                                | Qual. Euro 2020                                                         | -                                                                       | cap.                                                                    |
| Totale                                                                  |                                                                         | Presenze (2º posto)                                                     | 100                                                                     |                                                                         | Reti                                                                    | 1                                                                       |                                                                         |

## Palmarès

### Club

#### Competizioni nazionali
- Campionato sloveno: 1

Gorica: 2005-2006